# Fredrika Runeberg
Pour les articles homonymes, voir Runeberg.
Fredrika Charlotta Runeberg, née Fredrika Tengström le 2 septembre 1807 à Jakobstad et morte le 27 mai 1879 à Helsinki, est une romancière finlandaise d'origine suédoise. Elle est une pionnière de la fiction historique finlandaise et l'une des premières femmes journalistes en Finlande. 
À son époque, elle est surtout connue pour être l'épouse de son célèbre mari, le poète Johan Ludvig Runeberg. La famille passe la plus grande partie de sa vie à Porvoo, où elle écrit la plupart de ses œuvres, y compris le roman historique Fru Catharina Boije och hennes döttrar (1858). Elle écrit en suédois. 

## Carrière
Fredrika Tengström est née dans une famille bourgeoise de Jakobstad mais elle passe la majeure partie de son enfance à Turku, alors capitale de la Finlande. Elle fait ses études à l'école de filles d'Anna Salmberg (en) en 1824-1825. Elle rencontre son futur mari, Johan Ludvig Runeberg, qui est également son cousin germain, alors qu'elle vit avec son grand-oncle Jakob Tengström, archevêque de Turku, à Pargas, après avoir perdu sa maison lors du grand incendie de Turku en 1827. En 1828, elle s'installe avec sa mère à Helsinki, la nouvelle capitale, et épouse Runeberg en janvier 1831. La famille s'installa à Porvoo et a sept fils et une fille unique qui meurt en bas âge. 
Fredrika Runeberg est la première autrice finlandaise à analyser de manière critique le statut des femmes, à la maison et dans la société. Son œuvre inclut les deux romans historiques, Fru Catharina Boije och hennes döttrar (1858), qui se déroule en Finlande pendant l'occupation russe de la Finlande des années 1714-1721, appelée la Grande colère, et Sigrid Liljeholm (1862), qui se déroule pendant la révolte des paysans de 1596-1597 appelée la « guerre des gourdins ». Elle collabore également à divers journaux et magazines et traduit en suédois des ouvrages et des articles rédigés en français, en allemand et en anglais pour la plupart,. En plus de ces collaborations, elle aide son époux à éditer le magazine Helsingfors Morgonblad.
Lorsque son époux devient paralysé, elle l'aide jusqu'à la mort de ce dernier en 1877. 

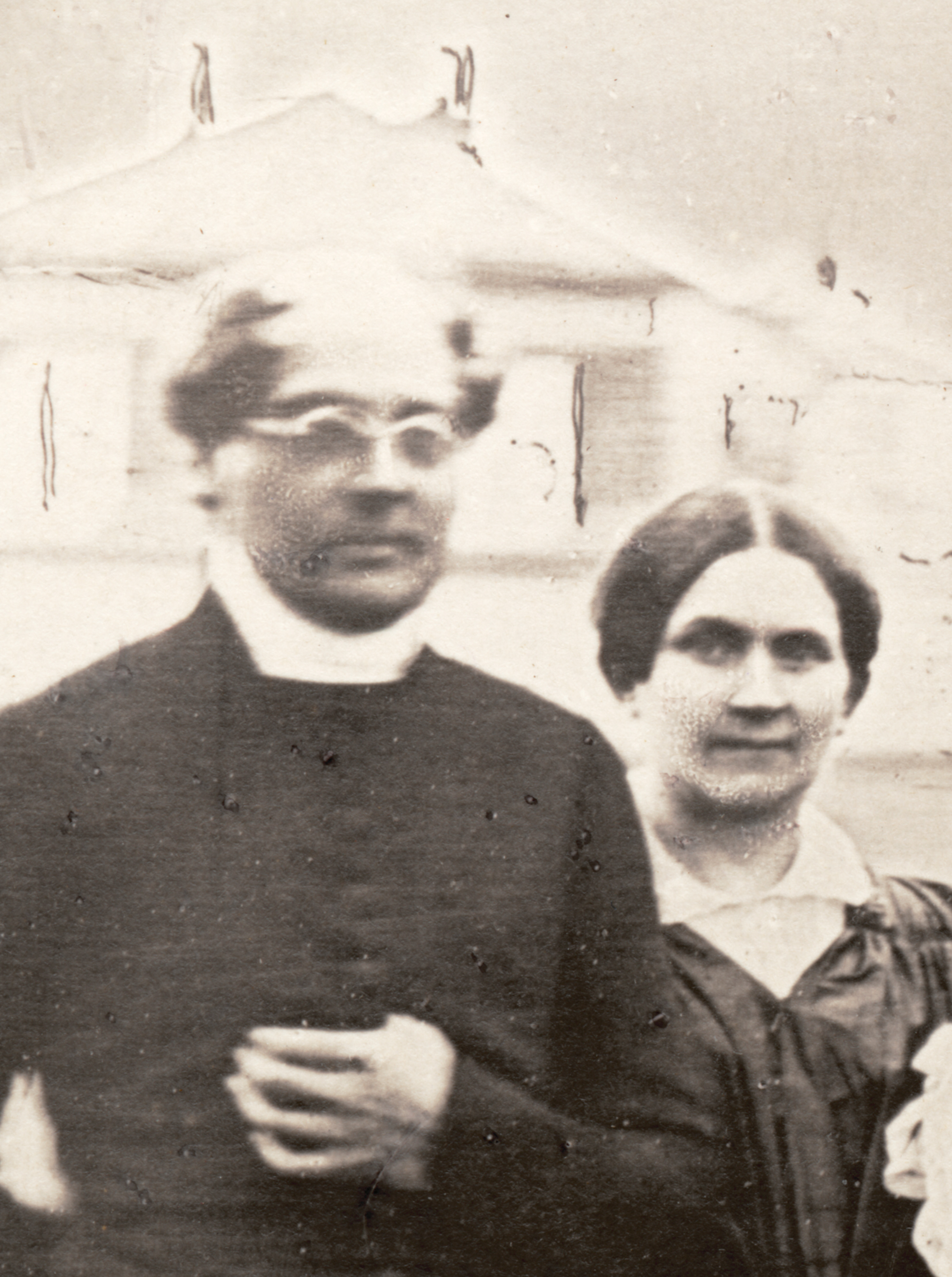
Fredrika Runeberg et son époux en 1846.

## Héritage

### Runebergintorttu
Selon une légende, Fredrika Runeberg est la créatrice de la célèbre pâtisserie finlandaise, le runebergintorttu, bien que sa recette soit également basée sur une recette antérieure du confiseur Lars Astenius de Porvoo. Le torte est généralement servi lors de l'anniversaire de Johan Ludvig Runeberg, le 5 février, jour du drapeau établi en Finlande. La tradition du torte se répand dans toute la Finlande, commémorant le poète national du pays. 

### Musée
La maison de la famille Runeberg à Porvoo devient un musée en 1882, l'un des sites les plus populaires de la ville. Une variété rare de rhubarbe pousse dans le jardin de la propriété et est nommée en son honneur. 

### Fredrika Runeberg Stipendium
Depuis 1987, la Fondation pour la culture suédoise en Finlande attribue annuellement le Fredrika Runeberg Stipendium à la « mère de la communauté », à savoir des femmes aux réalisations politiques ou sociales. Parmi les lauréats figurent des personnalités telles que Elisabeth Rehn (1996), Märta Tikkanen (2001), Eva Biaudet (2006) et Astrid Thors (2011). En 2018, ce sont les membres de la revue féministe Asta qui reçoivent le prix. 